# Brigitte Kernel
Pour l’article homonyme, voir Kernel.
Brigitte Kernel, née en 1959 à Rambervillers (Vosges), est une journaliste littéraire et écrivaine.

## Biographie

### Jeunesse et débuts
Brigitte Kernel est née en 1959 à Rambervillers dans les Vosges.
Dès l'enfance, poussée par sa mère, elle raconte ses journées dans un cahier. À 17 ans, elle fait parvenir ses poèmes à l'éditeur Pierre Seghers. Celui-ci lui prodigue des conseils et l'encourage dans la voie de l'écriture.
Elle a vécu à Nancy jusqu'à l'âge de 19 ans. 

### Écrivain
Les rencontres ont une grande importance dans la vie de Brigitte Kernel. Elle a été conseillée par Simone Gallimard et Françoise Sagan avec laquelle elle liera une amitié en 1985. Aujourd'hui, Brigitte Kernel se consacre exclusivement à l'écriture.

### Activités dans les médias
Après avoir été journaliste à la rubrique culture au Matin de Paris puis réalisatrice des émissions de José Artur Le Pop Club et À qui ai-je l'honneur ?, elle fut productrice-animatrice d'émissions littéraires pendant 25 ans sur France Inter (1990-2015) :
- Un été d'écrivains
- Noir sur blanc
- Pourvu qu'on ait l'ivresse
- Parentèle
- Calame
- Partir avec
- Noctiluque
- Parentèle
- Dixit
- Qu'importe le chemin
- Lire avec

Brigitte Kernel a écrit pendant vingt ans les feuilletons hebdomadaires Cadavre exquis pour ses émissions littéraires dont une partie est publiée chez Librio.
Elle a également été chroniqueuse littéraire dans Place aux livres sur LCI auprès de Patrick Poivre d'Arvor et dans Rive droite / Rive gauche de Thierry Ardisson sur Paris Première.
Elle a, dans ses émissions littéraires sur France Inter, accompagné dans leurs premiers pas : Fred Vargas, David Foenkinos, Douglas Kennedy, Tatiana de Rosnay, Valérie Tong Cuong, Jean Teulé, Christine Angot, Amélie Nothomb, Grégoire Delacourt, Florian Zeller, Serge Joncour, Bernard Werber. Et dans leurs derniers livres François Nourissier, Cavanna, Andrée Chédid, Robert Sabatier, Bernard Clavel, Bernard Giraudeau, Régine Deforges, Geneviève Dormann, Yves Navarre. Elle est membre de l'Académie Lilas dont elle a, avec Marie-Christine Imbault, co-présidé la création en 2008.

### Arrêt de l'émissionLire avec
À l’arrêt de son émission en juin 2015, 90 écrivains français et étrangers se sont manifestés par une pétition pour le maintien de Lire avec parmi lesquels Didier Decoin, Philippe Claudel,  Virginie Despentes, Jean-Marie Rouart, Eric-Emmanuel Schmitt, Amélie Nothomb, David Foenkinos, Christophe Ono-dit-Biot, Sorj Chalandon, Pascal Bruckner, Douglas Kennedy, Patricia MacDonald, Florian Zeller, Didier van Cauwelaert,  Nina Bouraoui, Patrick Poivre d'Arvor, Bernard Werber, Frederic Beigbeder,.

## Publications

### Romans
- Une journée dans la vie d'Annie Moore, prix Paul Guth du Premier Roman
  - Paris : Presses de la Renaissance, 1993,  (ISBN 978-2-290-32368-7)
  - Paris : J'ai lu n° 6744, 11/2003, 125 p.  (ISBN 2-290-32368-3)

- Tout sur elle
  - Paris : Flammarion, 04/2003, 163 p.  (ISBN 2-08-068458-2)

- Ma psy, mon amant
  - Paris : Belfond, coll. "Comme un roman", 04/2004, 219 p.  (ISBN 2-7144-4031-2)
  - Paris : Léo Scheer, coll. "Littérature", 06/2011, 221 p.  (ISBN 978-2-7561-0315-0)

- À cause d'un baiser
  - Paris : Flammarion, coll. "Littérature française", 01/2012, 364 p. (ISBN 978-2-08-126709-1)
  - J'ai lu n° 11070, 03/2015, 316 p.  (ISBN 978-2-290-05915-9)

- Andy : le héros d'un roman
  - Paris : Plon, 01/2013, 174 p.  (ISBN 978-2-259-21592-3)

- Dis-moi oui
  - Paris : Flammarion, coll. "Littérature française", 01/2015, 322 p. (ISBN 978-2-08-130506-9)

- Jours brûlants à Key West
  - Paris : Flammarion, coll." Littérature française", 01/2018, 267 p.  (ISBN 978-2-08-141123-4)
  - Paris : J'ai lu n° 12189, 02/2018, 249 p.  (ISBN 978-2-290-16581-2)
- Le Secret d'Hemingway. Paris : Flammarion, 01/2020, 280 p.  (ISBN 978-2-08-147189-4)

### Romans policiers
- Un animal à vif
  - Paris :  Le Masque, 2001,  (ISBN 9782702479681)
  - Paris : J'ai lu policier n° 6608, 06/2003, 284 p.  (ISBN 2-290-32472-8)

- Autobiographie d'une tueuse
  - Paris : Flammarion, coll. "Flammarion noir", 05/2002, 303 p.  (ISBN 2-08-068247-4)
  - Paris : J'ai lu n° 6871, 08/2011, 281 p.  (ISBN 978-2-290-03800-0)

- Les Falaises du crime
  - Paris : Flammarion, coll."Flammarion noir", 09/2004, 288 p.  (ISBN 2-08-068468-X)

- L'Amant de l'au-delà
  - Paris : Éd. du Masque, coll. "Grands formats", 10/2005, 320 p.  (ISBN 2-7024-8019-5)

- Fais-moi oublier
  - Paris : Flammarion, 01/2008, 273 p.  (ISBN 978-2-08-120804-9)
  - Paris : J'ai lu policier n° 6871, 12/2005, 281 p.  (ISBN 2-290-35251-9)
  - Paris : J'ai lu n° 9166, 03/2010, 251 p.  (ISBN 978-2-290-01475-2)

- Agatha Christie, le chapitre disparu
  - Paris : Flammarion, coll. "Littérature française", 01/2016, 263 p.  (ISBN 978-2-08-136562-9)
  - Paris : Éd. de la Loupe, coll. "19", 05/2016, 360 p.  (ISBN 978-2-84868-667-7)
  - Compiègne : Le Livre qui parle, 06/2016, 1 CD audio Format MP3 (6 h 30 min).
  - Paris : J'ai lu n° 11815, 06/2017, 279 p.  (ISBN 978-2-290-13449-8)

### Biographies
- Michel Jonasz, Seghers, 1985,  (ISBN 978-2-22-104409-4)
- Véronique Sanson, Seghers, 1990,  (ISBN 978-2-232-10101-4)
- Louis de Funès. Monaco : Éd. du Rocher, coll. "Documents", 213 p.  (ISBN 2-268-05133-1)
- Louis Chedid, sa vie et ses chansons. Paris : Seghers, coll. "Poésie et chansons", 10/2005, 179 p.  (ISBN 2-232-12256-5)
- Léonard de Vinci : l'enfance d'un génie. Paris : Leduc.s, 03/2019, 63 p.  (ISBN 979-10-285-1461-7)

### Livres d'entretiens
- Un été d'écrivains : grands entretiens / avec la collaboration de Aurélie Sfez. Paris : Librio, 07/2002, 121 p.  (ISBN 2-290-32057-9)

. Paris : Librio 2002,  (ISBN 978-2-290-32057-0)
- Mes étés d'écrivains. Paris : Belfond, 06/2003, 285 p.  (ISBN 2-7144-3989-6)
- Entre Nil et Seine, entretiens avec Andrée Chedid. Paris : Belfond, coll. "Littérature française", 05/2006, 168 p.  (ISBN 2-7144-4067-3)

### Autres ouvrages
- Exquis cadavres : volume 1. Paris : Librio noir n°, 2001,  (ISBN 978-2-290-31097-7)
- Exquis cadavres : volume 2. Paris : Librio noir n° 533, 06/2002, 88 p.  (ISBN 2-290-32054-4)
- Le livre amoureux du soir, recueil de textes littéraires. Paris : Plon, 11/2016, 452 p.  (ISBN 978-2-259-25124-2)

### Nouvelles
- dans Écrans noirs : polar, cinéma et stars, Volume 2. Cognac :   le Marque-Page, 12/2002, 300 p.  (ISBN 2-9517388-2-X)